# Peucetia albescens
Peucetia albescens är en spindelart som beskrevs av Ludwig Carl Christian Koch 1878. Peucetia albescens ingår i släktet Peucetia och familjen lospindlar.
Artens utbredningsområde är Queensland. Inga underarter finns listade i Catalogue of Life.